# 1534 en science
| Années de la science : 1531 - 1532 - 1533 - 1534 - 1535 - 1536 - 1537    |
| Décennies de la science : 1500 - 1510 - 1520 - 1530 - 1540 - 1550 - 1560 |

Cet article présente les faits marquants de l'année 1534 en science.

## Événements

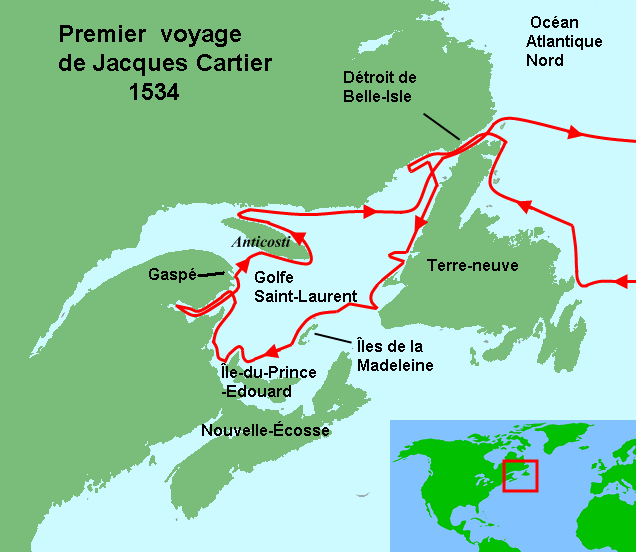
Carte du premier voyage de Jacques Cartier.

- 20 avril-5 septembre : premier voyage de Jacques Cartier vers le golfe du Saint-Laurent. L'expédition atteint Terre-Neuve (10 mai), puis le Saint-Laurent (9 juin) puis entre en contact avec les amerindiens de la nation Micmac le 6 juillet avec qui elle fait du troc le lendemain. Elle est de retour à Saint-Malo le 5 septembre[1].

## Publications
- Petrus Apianus : Primi Mobilis Instrumentum, Nuremberg 1534. Sur la trigonométrie, contient des tableaux de sinus ;
- Oronce Fine : Quadrans astrolabicus, omnibus Europae regionibus inserviens. Ex recenti & emendata ipsius authoris recognitione in ampliorem. ac longè fideliorem redactus descriptionem. Paris, Simon de Colines, 1534 ;
- Girolamo Fracastoro : Di Vini Temperatura, 1534 ;
- Édition du premier dictionnaire médical en langue polonaise[2].

## Naissances
- 6 novembre : Joachim Camerarius le Jeune (mort en 1598), médecin et botaniste allemand.

- Volcher Coiter (mort en 1576), médecin et naturaliste néerlandais.
- Samuel Eisenmenger (mort en 1585), médecin et mathématicien allemand.

## Décès

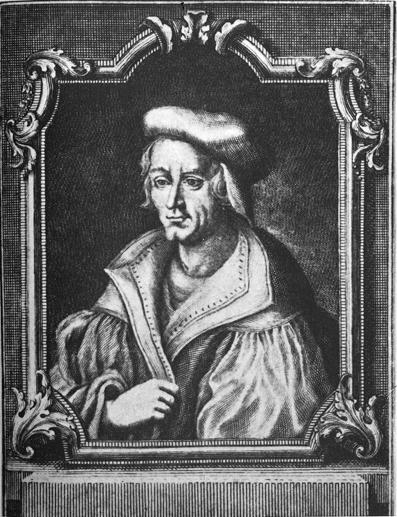
Otto Brunfels

- 25 novembre : Otto Brunfels (né vers 1488), botaniste allemand.